# Qiu Hongmei
Qiu Hongmei (* 2. März 1983) ist eine chinesische Gewichtheberin. Sie wurde 2006 und 2007 Weltmeisterin im Zweikampf in der Gewichtsklasse bis 58 kg Körpergewicht.

## Werdegang
Qiu Hongmei stammt aus Xinyu, Provinz Jiangxi. Dort lebt und trainiert sie auch. Seit 2006 gehört sie der chinesischen Nationalmannschaft der Frauen-Gewichtheberinnen an und wird in dieser von Ma Wenhui und Li Shunzhu trainiert.
2006 wurde sie bei der Weltmeisterschaft in Santo Domingo, Dominikanische Republik, in der Gewichtsklasse bis 58 kg Körpergewicht eingesetzt. Sie erzielte dort im Zweikampf 237 kg (107–130) und gewann damit den Weltmeistertitel vor Swetlana Zarukajewa, Russland, die 233 kg (108–125) erzielte und Wandee Kaimeaim aus Thailand, die auf 230 kg (100–130).
2007 gewann sie in Tai’an die Asien-Meisterschaft in der Gewichtsklasse bis 58 kg Körpergewicht, dabei lieferte sie einen aufregenden Wettkampf ab. Es begann damit, dass ihre ersten beiden Versuche im Reißen mit 100 kg ungültig waren und sie diese Last mit Mühe und Not im dritten Versuch schaffte. Im Stoßen begann sie mit 127 kg, die sie leicht bezwang, danach stieß sie auch ohne größere Mühen 135 kg. Im dritten Versuch ließ sie dann die Weltrekordlast von 141 kg auflegen und schaffte auch diese Last. Sie überbot damit den Weltrekord ihrer Landsfrau, der Olympiasiegerin Chen Yanqing um 1 kg.
Einen ähnlich aufregenden Wettkampf lieferte Qiu Hongmei auch bei der Weltmeisterschaft 2007 in Chiangmai/Thailand ab. Sie schaffte dort im Reißen 103 kg, womit sie um 2 kg hinter der Russin Marina Schainowa lag, die in dieser Disziplin 105 kg erzielte. Im Stoßen begann sie mit 133 kg, die sie nicht schaffte, auch ihr zweiter Versuch mit 133 kg ging schief. Da Marina Schainowa 132 kg gestoßen hatte und damit im Zweikampf 237 kg erzielte, musste Qiu Hongmei in ihrem dritten Versuch trotz der beiden nicht geschafften Versuche mit 133 kg auf 135 kg steigern, wenn sie noch gewinnen wollte. Sie schaffte das schier Unmögliche, stieß die 135 kg und wurde damit mit 238 kg im Zweikampf zum zweiten Mal Weltmeisterin.
Im Jahre 2008 hoffte sie natürlich auf einen Startplatz bei den Olympischen Spielen in Peking. Bei der chinesischen Meisterschaft dieses Jahres kam sie aber in ihrer Gewichtsklasse nicht unter die drei ersten Siegerinnen, so dass sie keine Chance hatte, für Peking nominiert zu werden. Den chinesischen Startplatz in dieser Gewichtsklasse erkämpfte sich Chen Yanqing, die mit 245 kg (108–137) chinesische Meisterin 2008 geworden war.
Im Jahre 2009 wurde Qiu Hongmei bei der chinesischen Meisterschaft in der Gewichtsklasse bis 58 kg dritte Siegerin. Sie erzielte dabei 228 kg (100–128) im Zweikampf. Bei den chinesischen National-Spielen in Jinan steigerte sie sich auf hervorragende 246 kg (109–137), womit sie den 2. Platz hinter der erst Neunzehnjährigen Li Xueying, 251 kg (111–140), belegte. Bei internationalen Meisterschaften wurde sie 2009 aber nicht eingesetzt.

## Internationale Erfolge
| Jahr | Platz | Wettbewerb                      | Gewichtsklasse | |
| 2006 | 1.    | WM in Santo Domingo             | bis 58 kg      | mit 237 kg (107–130), vor Swetlana Zarukajewa, Russland, 233 kg (108–125) und Wandee Kameaim, Thailand, 230 kg (100–130) |
| 2007 | 1.    | Asien-Meisterschaften in Tai’an | bis 58 kg      | mit 241 kg (100–141), vor Sureeat Thongsuk, Thailand, 214 kg u. Yuman Bala Chanu, Indien, 204 kg                         |
| 2007 | 1.    | WM in Chiangmai/Thailand        | bis 58 kg      | mit 238 kg (103–135), vor Marina Schainowa, Russland, 237 kg (105–132) und O Jong Ae, Nordkorea, 227 kg (100–127)        |

## WM-Einzelmedaillen
- WM-Goldmedaillen: 2007/Stoßen
- WM-Silbermedaillen: 2006/Reißen – 2006/Stoßen – 2007/Reißen

## Nationale Wettkämpfe
(soweit bekannt)
| Jahr | Platz | Wettbewerb                           | Gewichtsklasse |                                                                                             |
| 2009 | 3.    | chinesische Meisterschaft            | bis 58 kg      | mit 228 kg (100–128), hinter Li Xueying, 233 kg (100–133) u. Li Yanyan, 228 kg (100–128)    |
| 2009 | 2.    | chinesische National-Spiele in Jinan | bis 58 kg      | mit 246 kg (109–137), hinter Li Xueying, 251 kg (111–140), vor Sun Caiyan, 245 kg (110–135) |

## Erläuterungen
- alle Wettkämpfe im Zweikampf, bestehend aus Reißen und Stoßen,
- WM = Weltmeisterschaften,
- KG = Körpergewicht